# Aeropuerto Almirante Padilla
Aeropuerto Internacional Almirante Padilla (IATA: RCH, OACI: SKRH) terminal aérea colombiana que sirve a la ciudad de Riohacha, departamento de La Guajira. A él llega operación comercial de la aerolínea Avianca y Latam

## Descripción
El 27 de enero de 2008 un avión Militar de la Fuerza Aérea Colombiana aterrizó de emergencia, al momento de aterrizar se produjo un incendio en este, no hubo ningún herido grave.
En 2008, la Aeronáutica Civil de Colombia invirtió más de $16 millones en el mantenimiento para el suministro de agua consistente en instalaciones de tuberías hidráulicas, $7 millones más fueron destinados para el mantenimiento de la torre de control y $592.629.482 contratados para la realización de obras de mantenimiento de la plataforma del terminal aéreo.
A finales de diciembre de 2010 la empresa Aeropuerto de Oriente S.A.S tomó la administración de la terminal aérea a manera de concesión por 25 años. El concesionario tendrá como labor la administración, operación e inversiones que necesite el terminal.
La aerolínea Tiara Air operaba un vuelo hacia la isla de Aruba, que fue finalizado por motivo de la liquidación de la misma.

## Aerolíneas y destinos

### Pasajeros
| Aerolíneas     | Destinos             | Alianza       |
| -------------- | -------------------- | ------------- |
| Avianca        | Bogotá, Medellín–JMC | Star Alliance |
| LATAM Colombia | Bogotá               | N/A           |

### Carga
| Aerolíneas | Destinos |
| ---------- | -------- |
| LAS Cargo  | Bogotá   |

### Destinos nacionales
Se brinda servicio a 2 destinos nacionales dentro del país a cargo de 2 aerolíneas.
| Ciudades por país                       | Nombre del aeropuerto                       | Aerolíneas               | Aeronaves               | Frecuencias semanales |                   |
| Destinos actuales                       | Destinos actuales                           | Destinos actuales        | Destinos actuales       | Destinos actuales     | Destinos actuales |
| --------------------------------------- | ------------------------------------------- | ------------------------ | ----------------------- | --------------------- | ----------------- |
| Colombia (2 destinos, 2 aerolíneas)     |                                             |                          |                         |                       |                   |
| Bogotá                                  | Aeropuerto Internacional El Dorado          | Avianca / LATAM Colombia | A320, A20N / A319, A320 | 23                    |                   |
| Medellín                                | Aeropuerto Internacional José María Córdova | Avianca                  | A320, A20N              | 6                     |                   |
| Total:2 aerolíneas, 2 destinos, 1 país. |                                             |                          |                         |                       |                   |

### Destinos suspendidos
- Aruba Airlines
  - Oranjestad / Aeropuerto Internacional Reina Beatrix
- EasyFly
  - Barranquilla / Aeropuerto Internacional Ernesto Cortissoz
- Sky High Aviation Services (Chárter)
  - Oranjestad / Aeropuerto Internacional Reina Beatriz
- AeroCaribe Airlines (Chárter)
  - Maracaibo / Aeropuerto Internacional La Chinita